# La Push
La Push az Amerikai Egyesült Államok északnyugati részén, Washington állam Clallam megyéjében elhelyezkedő önkormányzat nélküli település.
La Push neve a chinook indiánok nyelvén folyótorkolatot jelent. A quileute indiánokat az Isaac Stevens territóriumi kormányzó képviselőivel kötött megállapodás szerint egy Taholah közeli rezervátumba költöztették volna, azonban az őslakosok területének távoli elhelyezkedése miatt ezt nem tartatták be. 1889 februárjában Grover Cleveland elnök rendeletével 2,6 km2 területű rezervátumot hozott létre La Pushban. Később a települést a lakosok távollétében felgyújtották.
Az emelkedő tengerszint miatt 2017-ben a helység magasabbra költöztetése mellett döntöttek, amelyhez szükséges az Olympic Nemzeti Park határainak átrajzolása is. Az első áthelyezett épület az általános iskola volt.

## Éghajlat
A település éghajlata óceáni (a Köppen-skála szerint Cfb).
| Hónap                         | Jan.  | Feb.  | Már. | Ápr. | Máj. | Jún. | Júl. | Aug. | Szep. | Okt. | Nov.  | Dec.  | Év    |
| ----------------------------- | ----- | ----- | ---- | ---- | ---- | ---- | ---- | ---- | ----- | ---- | ----- | ----- | ----- |
| Rekord max. hőmérséklet (°C)  | 20,6  | 22,8  | 22,2 | 28,3 | 33,3 | 35,6 | 36,1 | 37,2 | 36,1  | 28,3 | 20,6  | 17,8  | 37,2  |
| Átlagos max. hőmérséklet (°C) | 8,1   | 9,7   | 10,8 | 12,8 | 15,6 | 17,7 | 20,0 | 20,4 | 19,3  | 14,9 | 10,5  | 8,0   | 14,0  |
| Átlaghőmérséklet (°C)         | 4,8   | 5,6   | 6,5  | 8,0  | 10,7 | 13,0 | 15,1 | 15,3 | 13,7  | 10,1 | 6,8   | 4,7   | 9,5   |
| Átlagos min. hőmérséklet (°C) | 1,5   | 1,6   | 2,2  | 3,2  | 5,8  | 8,3  | 10,1 | 10,1 | 8,1   | 5,1  | 3,2   | 1,4   | 5,1   |
| Rekord min. hőmérséklet (°C)  | −13,9 | −11,7 | −7,2 | −5,0 | −1,7 | 0,6  | 3,3  | 2,2  | −2,2  | −5,0 | −15,0 | −13,9 | −15,0 |
| Átl. csapadékmennyiség (mm)   | 369   | 279   | 284  | 194  | 130  | 83   | 56   | 66   | 117   | 266  | 374   | 368   | 2586  |
| Forrás: Weatherbase           |       |       |      |      |      |      |      |      |       |      |       |       |       |

## Fordítás
- Ez a szócikk részben vagy egészben  a   La Push, Washington című angol Wikipédia-szócikk ezen változatának fordításán alapul.  Az eredeti cikk szerkesztőit annak laptörténete sorolja fel. Ez a jelzés csupán a megfogalmazás eredetét és a szerzői jogokat jelzi, nem szolgál a cikkben szereplő információk forrásmegjelöléseként.